# مسجد التوني زاده
مسجد التوني زاده، هو مسجد عثماني تاريخي من القرن التاسع عشر يقع في إسطنبول ، تركيا.

## التاريخ
يقع المسجد في حي التوني زاده في منطقة أوسكودار في اسطنبول بني عام 1865، تم تشييده من قبل ألتونيزاد إسماعيل زوهتو باشا، ويعتقد أنه دفن في مكان محمي في ساحة المسجد.

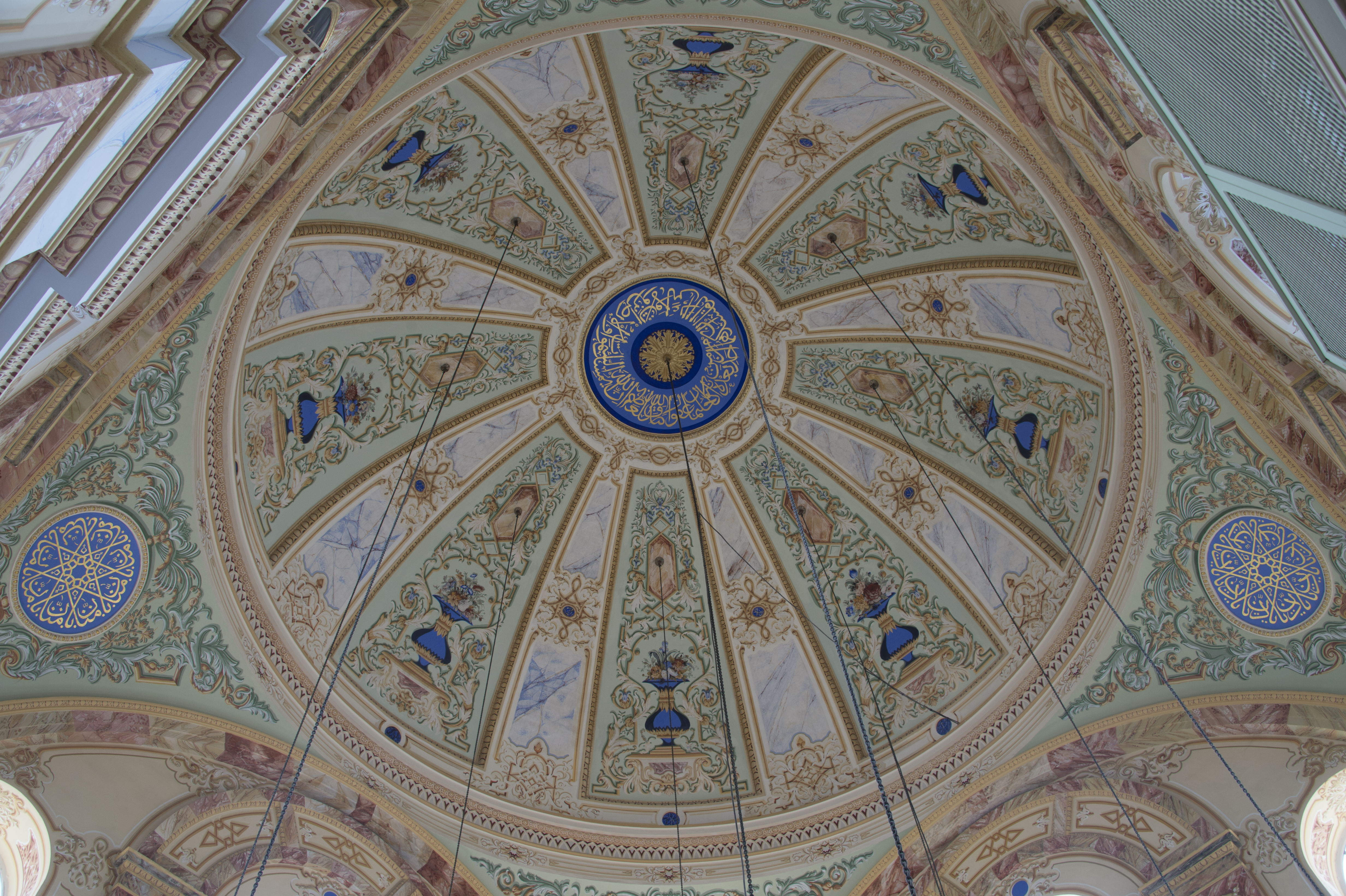
مسجد التوني زاده من الداخل

للمسجد قبة واحدة ترتكز على أربعة عقود محمولة على أربعة أعمدة في زوايا المسجد، تم تقسيم السطح الداخلي للقبة إلى 16 منطقة من خلال ثماني قطع، وسط القبة باللون الأزرق للفت الانتباه وتحتوي على آية قرآنية.
للمسجد محراب رخامي ومئذنة واحدة وشرفة واحدة، يرتفع على قاعدة تربيعية، برج المئذنة مصنوع من الحجر على عكس الأبراج المغطاة بصفائح الرصاص التي تظهر في عمارة المساجد العثمانية.